# 호안공 이등과 의령옹주 묘역
호안공 이등과 의령옹주 묘역(胡安公 李登과 義寧翁主 墓域)은 서울특별시 도봉구 도봉동에 있는 조선시대의 무덤이다. 2013년 7월 18일 서울특별시의 기념물 제34호로 지정되었다.
이등(李登, 1379~1457)은 판사수감사(判事水監事) 이개(李開)의 아들로 조선 태조의 서장녀(庶長女) 의령옹주(義寧翁主)의 남편이다. 1435년(세종 17) 계천군(啓川君)에, 1444년(세종 26) 봉헌대부(奉憲大夫)에 봉하여졌다. 1457년(세조 3)에 79세로 세상을 떠났으며 시호는 호안(胡安)이다.
의령옹주는 조선 태조와 태조의 후궁인 찬덕(贊德) 주씨(周氏) 사이에서 태어난 딸이다. 사료상 생년은 미상이나 몰년(沒年)은 “成化二年 二月 初一日 禮葬”이라는 묘표상의 기록을 통해 1466년인 것을 알 수 있다.
호안공 이등과 의령옹주 묘역은 관(官)에서 조성한 조선시대 왕실 묘로서 조선 초기 묘제의 특징을 잘 보여주고 있고, 석물의 품격도 높으며, 전체적으로 원형을 그대로 잘 유지하고 있다.

## 조사 보고서

### 주변 환경
서울특별시 도봉구 도봉동 산 85번지에 위치한 호안공 이등과 의령옹주 묘역은 도봉산 무수골 전주 이씨 영해군파 묘역(서울특별시 유형문화재 제106호) 서편의 낮은 독립 구릉 상에 자리하고 있으며, 구릉의 왼편으로 작은 개울이 북서에서 남동향으로 흐르고 있다. 묘역에는 산제 제단, 호안공 이등 묘, 의령옹주 묘가 차례로 자리하고 있다.

### 호안공 이등
이등(李登)은 생몰년이 1379(우왕 5)~1457(세조 3)년이며, 본관은 개성, 판사수감사(判事水監事) 이개(李開)의 아들이다. 태조의 서장녀(序長女) 의령옹주(義寧翁主)를 부인으로 맞이하였으며, 1435년(세종 17) 계천군(啓川君)에, 1444년(세종 26)에 봉헌대부(奉憲大夫)에 봉하여졌다. 1457년(세조 3)에 79세로 세상을 떠났다. 시호는 호안(胡安)이다.

### 의령옹주
의령옹주는 생년은 미상이나 묘표에서 “成化二年 二月 初一日 禮葬”이라는 문구가 확인되고 있어 그 몰년이 1466년임을 알 수 있다. 의령옹주에 대해서는 『정종실록』의 이등 관련 기사에서 “태상왕 총희(寵姬)의 딸”, 『세종실록』에 옹주의 아들인 이선(李宣) 관련 기사에서 “외조모인 찬덕(贊德)) 주씨(周氏)”라는 기록이 확인되고 있어 이를 통해, 의령옹주의 어머니가 태조의 후궁인 찬덕 주씨라는 것을 확인할 수 있다. 또한 『선원계보기략』에서는 “태조의 庶장녀로 개성이씨 계천위(啓川尉) 이등(李登)과 혼인하여 슬하에 4남 3녀를 두었다. 장남은 이황(李宺), 차남은 문량공 이선(文良公 李宣), 3남은 이림(李穼), 4남은 이효(李窙), 장녀는 진주 정씨(晋州鄭氏) 정소(鄭韶)에게 출가, 차녀는 청도 김씨(淸道金氏) 김맹형(金孟衡)에게 출가, 3녀는 신평 이씨(新平李氏) 이만생(李晩生)에게 출가하였다.” 라는 기록이 남아 있다.

### 이등 묘역
이등의 묘는 『세조실록』 1457년 7월 1일자 이등의 졸기(卒記)에 따르면 관에서 조성해 준 것을 알 수 있다. 좌향은 남향이다. 계체석이 3단 설치되어 있어 묘역은 상계, 중계, 하계로 나뉜다. 봉분은 장방형의 석재를 이용한 방형분(약 4×5m)으로 여말선초의 양식을 잘 보여주고 있다. 석물은 묘표, 상석, 문인석 2기가 있는데 모두 상계와 중계에 자리하고 있다. 묘표는 하나의 석재로 개석과 비신을 조각하였으며, 개석은 화관석이다. 비신 전면에는 「계천위증시호안공이등지묘(啓川尉贈諡胡安公李登之墓)」가, 이면에는 상단에 가로로 “주산임좌병향(主山壬坐丙向)”, 그 아래에 “천순원년정축칠월초일일임술졸(天順元年丁丑七月初一日壬戌卒)”, “월구월초구일경오예장(越九月初九日庚午禮葬)”이라 새겨져 있다. 중계에 위치한 좌우 2기의 문인석은 복두공복을 착용했고, 홀을 맞잡은 손을 간략하게 처리하였다. 복두 뒤에는 脚을 양 옆으로 올린 정각을 표현하였으며, 옷의 주름 등 대부분의 표현이 간략하게 선각으로 처리되어 있어 여말선초의 장승형 문인석의 특징을 잘 보여준다. 한편 이등 묘의 후면에는 방형에 가까운 형태인 산제 제단이 남아 있는데 장방형 형태로 거칠게 다듬은 석재로 4면을 둘러 축조되어 있다.

### 의령옹주 묘역
아래의 의령옹주 묘는 계체석이 1단 설치되어 있으며, 원형의 봉분(지름 약 5m)과 묘표, 상석, 문인석 2기로 이루어져 있다. 의령옹주의 묘표 역시 하나의 석재로 이루어져 있으며, 개석은 화관석의 형태로 보이나 그 수법이 섬세하지 않다. 비신의 전면에는 「의령옹주지묘(義寧翁主之墓)」, 이면에는 “성화 이년 이월 초일일예장(成化 二年二月 初一日禮葬)”이라고 추정되는 문구가 희미하게 남아 있다. 문인석 역시 복두공복을 착용한 이등 묘와 유사한 형태이다.

## 문화재 지정 사유
호안공 이등과 의령옹주 묘역은 관(官)에서 조성한 조선시대 왕실 묘로서 조선 초기 옹주 묘의 특징을 잘 보여주고 있고, 석물의 품격도 높으며, 전체적으로 원형을 그대로 잘 유지하고 있어 문화재로서의 가치가 충분하므로 서울특별시 기념물로 지정되었다

## 같이 보기
- 의령옹주
- 개천위 호안공이등의 묘역

## 참고 자료
- 호안공 이등과 의령옹주 묘역 - 국가유산청 국가유산포털